# Bohumír Dvorský
Bohumír Dvorský (21. října 1902 Paskov – 11. ledna 1976 Svatý Kopeček) byl český akademický malíř, národní umělec a žák krajinářské speciálky Otakara Nejedlého.

## Životopis
Jeho původním povoláním mělo být knihařství, avšak zlákala jej malba. V roce 1924 se stal studentem Akademie výtvarných umění v Praze, oboru krajinomalby. Zde navštěvoval ateliér Otakara Nejedlého. Během studií rád cestoval a maloval krajiny. Navštěvoval jižní Čechy, ze zahraničních zemí pak Francii, Itálii a Korsiku. Po studiích se přestěhoval na Ostravsko, před druhou světovou válkou pak nalezl útočiště ve Svatém Kopečku u Olomouce.
Ve své tvorbě byl ovlivněn Juliem Mařákem a Paulem Cézannem. Jeho pobyt na Ostravsku ovlivnil skladbu jeho děl, ve kterých převládaly průmyslové veduty a obrazy se sociální tematikou. Po přesunu na Hanou se barevné tóny jeho obrazů proteplily a hlavním námětem prací byly kytice a krojované jízdy králů.
Často svá díla prezentoval v zahraničí, např. v roce 1940 na Biennale di Venezia v Benátkách, v roce 1948 v Riu de Janeiru a Helsinkách či v roce 1949 ve Stockholmu. Roku 1971 mu byl udělen titul národní umělec.
Zemřel roku 1976 a byl pohřben na olomouckém Ústředním hřbitově v Neředíně. V roce 2013 byl rodinný hrob přenesen na hřbitov na Svatém Kopečku u Olomouce.